# Yandex Eda
Yandex Eda（Яндекс Еда，直译为Yandex食物）是俄罗斯公司Yandex于2018年推出的线上食品订购和交付平台。顾客可以在APP上自己选择披萨、面包、格鲁吉亚料理、日料、汉堡、牛排，甚至是诸如麦德龙、Magnit、Dixy等，交付由与 Yandex 合作的快递服务进行。
截止2021年3月，Yandex Eda已在莫斯科、圣彼得堡、喀山、索契等170个俄罗斯城市与2个白俄罗斯和哈萨克斯坦的城市开展服务。Yandex Ed a与超过33000多家门店加盟。

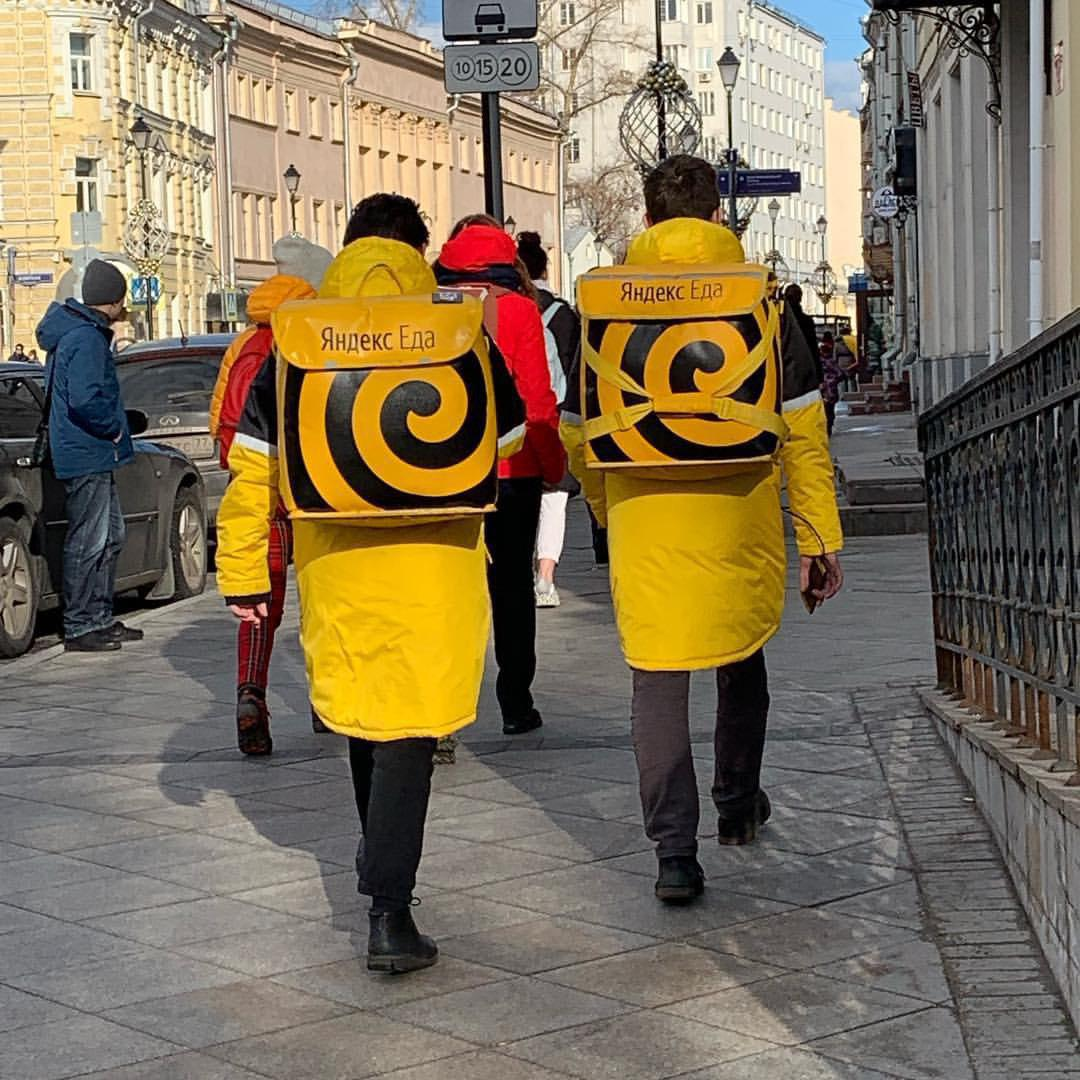
Yandex.Eats的两名外卖员正在步行取餐。